# Mijaíl Botvínnik
Mijaíl Moiséyevich Botvínnik (Михаи́л Моисе́евич Ботви́нник; 17 de agosto de 1911-5 de mayo de 1995) fue un ajedrecista soviético, sexto campeón del mundo, título que ganó varias veces entre 1948 y 1963.

## Biografía
Botvinnik nació el 17 de agosto de 1911, en Kuókkala (actual Répino), cerca de San Petersburgo, en el seno de una familia judía.  Su padre, Moisei Botvinnik (1878-1931), era técnico dental y su madre, Shifra (Serafima) Rabinovich (1876-1952), dentista, lo que permitió a la familia vivir fuera de la Zona de Asentamiento, a la que estaban restringidos la mayoría de los judíos en el Imperio ruso en ese momento. Como resultado, Botvinnik creció en la avenida Nevsky de San Petersburgo. Su padre prohibió hablar yidis en casa, y Mikhail y su hermano mayor Isaak "Issy" asistieron a escuelas soviéticas.
En 1923, a la edad de doce años, Mijaíl Botvínnik aprendió a jugar al ajedrez con un compañero de la escuela de su hermano mayor, utilizando un tablero y piezas de fabricación casera, y al instante se enamoró del juego. Terminó a media tabla en el campeonato de la escuela, buscó consejo de otro de los amigos de su hermano, y concluyó que para él era mejor pensar "conceptos concretos" y luego derivar los principios generales de estos. En 1924, Botvínnik ganó el campeonato de su escuela, y exageró su edad por tres años para convertirse en un miembro de la Asamblea de Ajedrez de Petrogrado. Ganó sus dos primeros torneos organizados por la Asamblea. Poco después, Nikolái Krylenko, un devoto jugador de ajedrez y miembro destacado del sistema legal soviético, comenzó a construir una enorme organización nacional de ajedrez, y la Asamblea fue reemplazada por un club en el Palacio del Trabajo de la ciudad.
Botvínnik comenzó a ser conocido al derrotar al campeón mundial, José Raúl Capablanca, en una exhibición de partidas simultáneas celebrada durante un día de descanso del Torneo Internacional de Moscú de 1925. Poco después llegó a la final del Campeonato de Leningrado y, en 1927, debutó brillantemente en el 5.º Campeonato de la URSS compartiendo el quinto puesto. Después se centró en sus estudios de ingeniería y no jugó torneos con  asiduidad aunque progresó rápidamente ganando un torneo para maestros en 1930 y el Campeonato de Leningrado.

## Campeón soviético

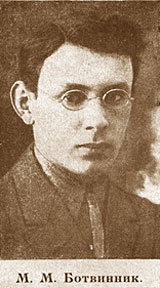
Mijaíl Botvínnik, en 1927.

A los 24 años de edad, Botvínnik se encontraba en la élite mundial del ajedrez, ganando los más importantes torneos de la época. Fue vencedor (junto con Salo Flohr) en Moscú 1935, por delante de Emanuel Lasker y Capablanca. Ganó también (junto con Capablanca) Nottingham 1936 y empató en el tercer puesto (detrás de Reuben Fine y Paul Keres) en el prestigioso torneo AVRO de 1938, donde compitieron los ocho jugadores más fuertes del momento.[cita requerida]
Tras finalizar la Segunda Guerra Mundial, mantuvo conversaciones secretas con Alexander Alekhine para la disputa del título mundial, pero la muerte prematura de este impidió su enfrentamiento.[cita requerida]
Botvínnik continuó con sus éxitos y, en 1948, ganó el título mundial (que había quedado vacante tras la muerte de Alexander Alekhine) en el torneo de La Haya/Moscú. Defendió exitosamente su título en 1951 y 1954 ante David Bronstein y Vasili Smyslov tras empatar ambas partidas 12-12. Perdió ante Smyslov en 1957 por 12,5-10,5, pero en la partida de revancha en 1958 se impuso por 12,5-11,5. Ante Mijaíl Tal se repitió la historia: cayó en 1960 (12,5-8,5), sólo para recuperarse en 1961 (13-8). Volvió a caer en 1963, esta vez ante Tigrán Petrosián, pero este fue el fin de su reinado, dado que la FIDE había abolido el derecho a una partida de revancha, y Botvínnik desistió de luchar por el título en el torneo de candidatos.[cita requerida]
Se proclamó seis veces campeón de la URSS y fue miembro del equipo soviético que ganó todas las Olimpíadas de ajedrez entre 1954 y 1964, así como los campeonatos de Europa de ajedrez de 1961 y 1965.[cita requerida]
Su estilo era eminentemente posicional y a ello añadió una sorprendente dedicación y estudio. Todo esto contribuyó a su larga permanencia en el máximo nivel. Fue un gran jugador y obtuvo extraordinarios éxitos contra rivales de primera categoría, como Paul Keres, Bronstein, Smyslov, Tal y Petrosián.[cita requerida]
Desde 1970, fue retirándose del juego competitivo, dedicándose al desarrollo de programas de ajedrez para ordenadores y para cooperar en el desarrollo de jugadores jóvenes. Los campeones mundiales Anatoli Kárpov y Garri Kaspárov fueron dos de los muchos alumnos de su escuela.[cita requerida]